# Teju Jagua
O Teju Jagua ou Teiú-iaguá (significando "lagarto-cachorro") é o deus das cavernas, grutas e lagos na mitologia guarani. Ele tem um grande corpo de lagarto e sete cabeças de cachorro. Arrasta-se como um lagarto e come frutas e mel. No alto de sua cabeça, encontra-se incrustada uma pedra preciosa, o carbúnculo. Vive no cerro do Jarau em meio a um imenso tesouro.